# Raión de Nova Ushytsia
Raión de Nova Ushytsia (en ucraniano: Новоушицький район) es un antiguo raión o distrito de Ucrania en el óblast de Jmelnitski. 
Comprende una superficie de 853 km².
La capital fue la ciudad de Nova Ushytsia.

## Demografía
Según estimación 2010 contaba con una población total de 31941 habitantes.

## Otros datos
El código KOATUU fue 6823300000. El código postal 32600 y el prefijo telefónico +380 3847.